# Cessna 150
El Cessna 150 es un avión biplaza de propósito general equipado con tren de aterrizaje triciclo fijo y ala alta, diseñado originalmente para realizar labores de entrenamiento, turismo y uso personal. 

## Diseño y desarrollo

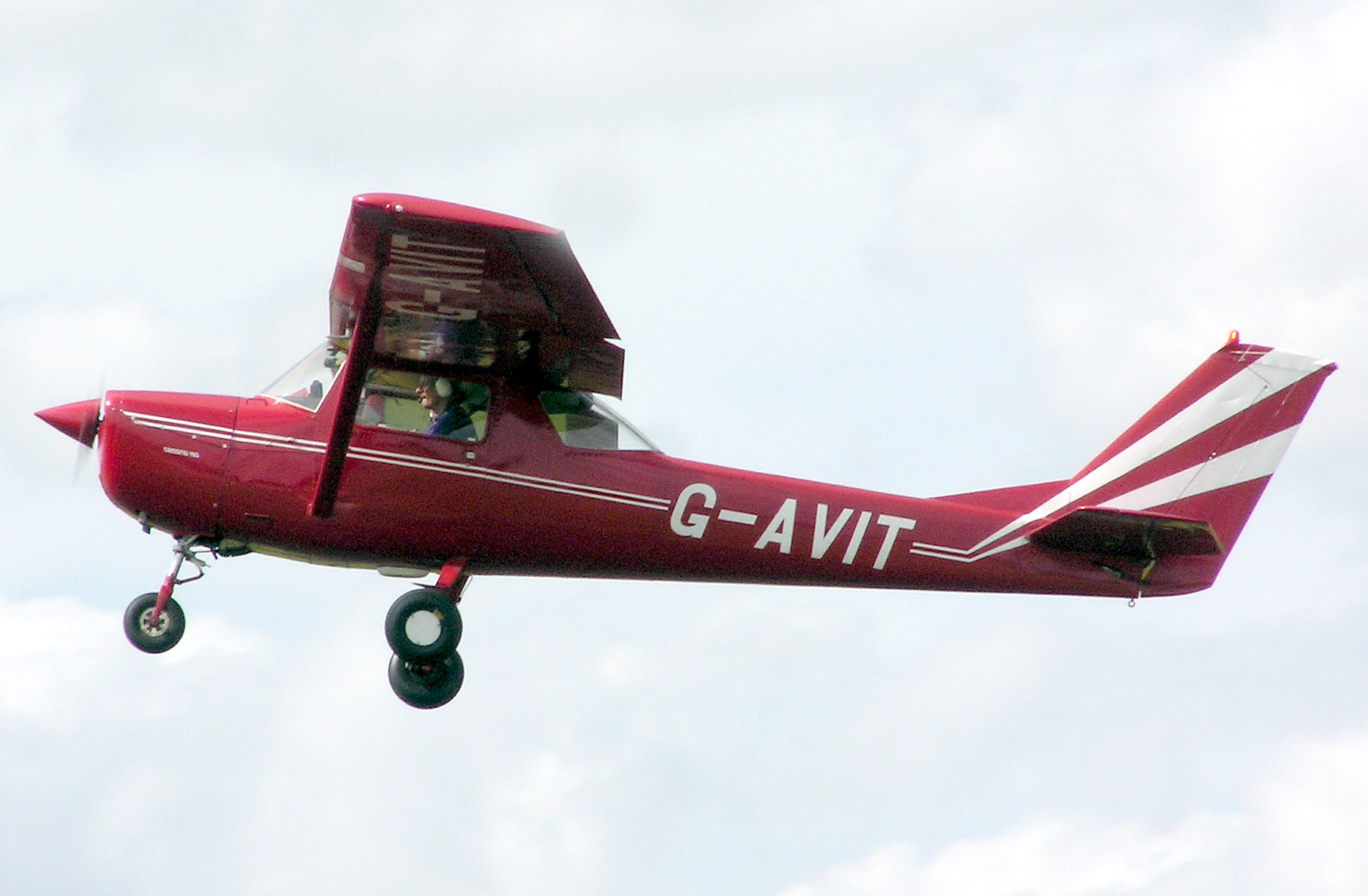
Cessna F150G.

El desarrollo del Cessna 150 original comenzaría a mediados de los años 50, con la decisión de Cessna Aircraft de fabricar un sucesor de los populares modelos Cessna 120 y Cessna 140, cuya producción había concluido en 1951. El prototipo voló por primera vez en septiembre de 1957, comenzado su producción justo un año después en las instalaciones de Cessna en Wichita, Kansas.
El nuevo modelo era un monoplano metálico de ala alta arriostrada y configuración similar a la del Model 140, difería ante todo de este en la introducción de un tren de aterrizaje triciclo fijo, y la instalación opcional de doble mando. Los Cessna 150 fabricados en los Estados Unidos montaban un motor Continental O-200-A que entregaba una potencia de 75 kW (100 hp), mientras que aquellos que eran producidos bajo licencia por la constructora aeronáutica francesa Reims Aviation estaban propulsados por motores Rolls Royce O-240-A de 97 kW (130 hp). Estos aviones Model 150 de factura francesa fueron designados Reims F-150, siendo la "F" indicativo de "Francia". 
La producción se inició en agosto de 1958, y al darse por finalizada en 1977, se habían construido un total de 23 836 ejemplares, cifra que incluye 1754 fabricados por la Reims Aviation.
Antes de terminar la producción, el avión estaba disponible en cuatro versiones diferentes: Modelo 150 Standard, Commuter, Commuter II y Aerobat. Las tres primeras diferían por el equipo instalado, y disponían por otra parte de una amplia gama de aviónica y equipos opcionales. El Aerobat introducía cambios estructurales que lo situaban en la categoría acrobática para factores de carga +6 g y -3 g con máximo peso bruto, con completa capacidad acrobática.
El Cessna 150 es una de las aeronaves más populares para vuelos de entrenamiento. Muchas escuelas de vuelo poseen al menos un aparato disponible para instrucción o alquiler. Además, los Cessna 150 usados son aviones privados bastantes asequibles. Este avión está muy bien considerado entre los pilotos por su facilidad para volar con él sin tener que afrontar dificultades especiales. Todos los Cessna 150 cuentan con unos flaps muy seguros que se despliegan hasta 40 grados, haciendo del aterrizaje con estos totalmente desplegados un agradable desafío tanto para los novatos como para los pilotos más experimentados.
El Cessna 150 fue sucedido a finales de 1977 por la versión de 1978 del Cessna 152, un aparato de costes operacionales menores gracias a los motores Avco Lycoming O-235L2C, con periodos sin mantenimiento más largos.
Aparte del cambio de planta motriz, el Cessna 152 tenía unos flaps limitados a un despliegue de 30 grados contra la deflexión de 40 de los del 150, así como un peso bruto máximo de 726 kg (1600 lb) contra los 757 kg (1670 lb) del Cessna 150.
Los mejores aviones de ambas series fueron el Cessna 150B de 1962 y el Cessna 150C de 1963. Ascendían más rápidamente, tenían un techo de vuelo mayor y operaban en pistas más cortas, todo ello gracias a su peso bruto de apenas 700 kg. Asimismo alcanzaban una velocidad de crucero de 109 nudos (201 km/h), mucho mayor que la de cualquier otro modelo del Cessna 150 o del Cessna 152.
En cuanto a confort, todos los modelos desde 1966 montaron puertas mayores y un compartimento de equipajes. A partir de 1967, las puertas fueron desplazadas hacia afuera unos 4 cm a cada lado para dotar de más espacio a la cabina.

### Producción
- En los Estados Unidos se construyeron 22 138 unidades del Cessna 150 (21 404 del Commuter y 734 del Aerobat).
- De las instalaciones francesas de Reims salieron 1764 unidades del Cessna 150 (1428 del Commuter y 336 del Aerobat).
- Un total de 47 unidades del Cessna 150 fueron ensambladas por una filial argentina de Reims (38 Commuter y 9 Aerobats).
- Aproximadamente siguen volando unos 22 000 aparatos.
- De todos los modelos Cessna 150/152, el de 1966 fue el más producido con 3067 unidades. Fue el primero en incorporar la cola inclinada, un mayor compartimento de equipajes y alerones accionados eléctricamente.

### Cronología de diseño delCessna 150

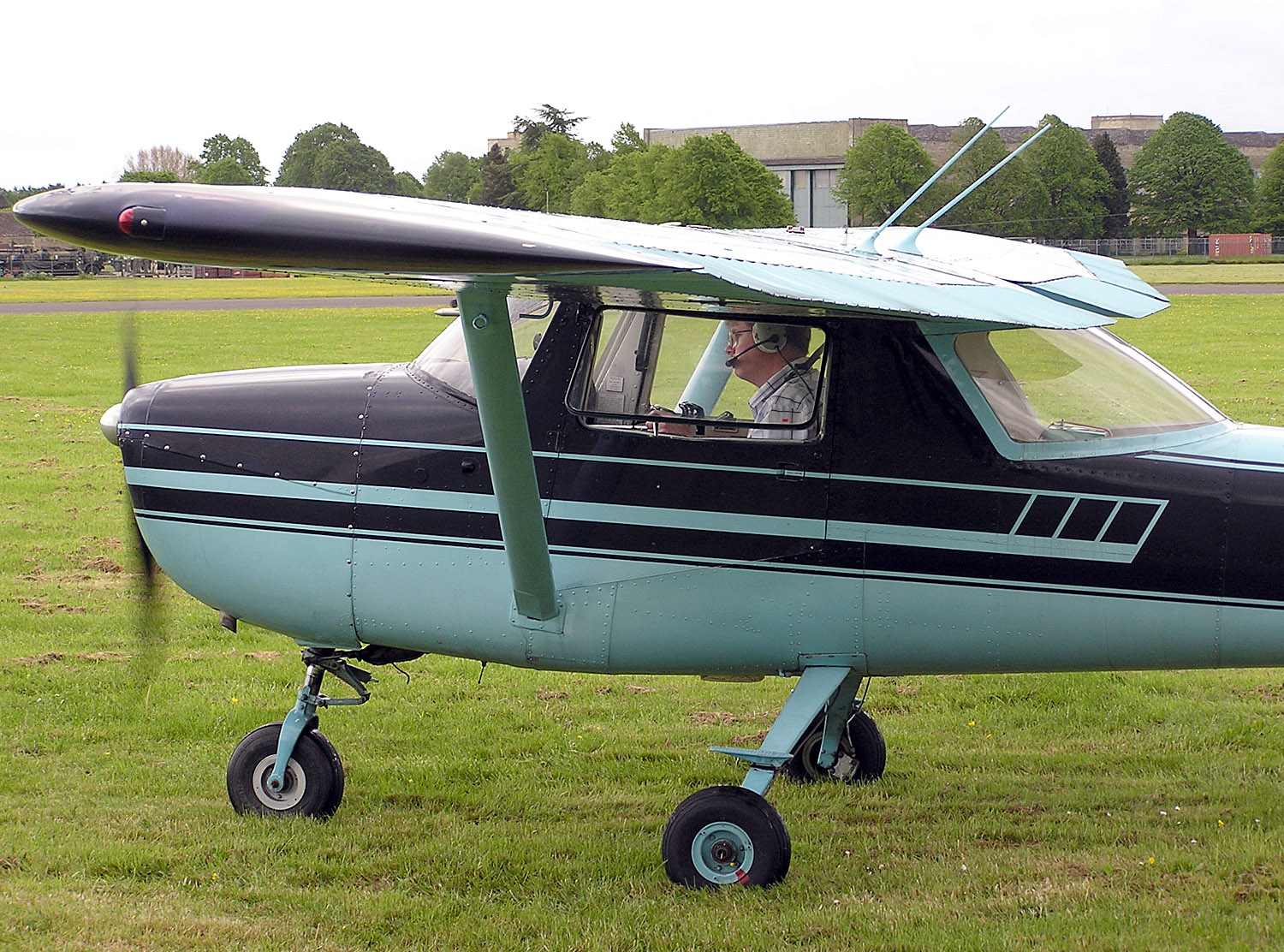
Cessna 150E de 1965.

- 1958: Inicio de la producción del Cessna 150.
- 1960: Nace el Cessna 150 Patroller, con puertas de metacrilato y un depósito de combustible de 144 litros.
- 1962: Ligeras mejoras en la velocidad y capacidad de ascenso con un nuevo perfil de la góndola del motor.
- 1964: Se incluye la ventana trasera, a la que el departamento de marketing de Cessna llamó Omni-Vision.
- 1965: Se sustituye la bancada de asientos por dos asientos individuales.
- 1966: El estabilizador vertical fue desplazado 35 grados, mejorando las vistas y reduciendo ligeramente la autoridad del timón. Ésta sería recuperada en 1975 con el modelo M, en el que el timón fue alargado un 15 %.
- 1969: Configuración en T del panel de instrumentos. Se sustituye el starter de palanca por un sistema de arranque accionado por llave, que aunque era menos robusto y de averías más caras, resultaba más fácil de manejar.
- 1970: Es presentado el modelo Aerobat, capaz de soportar maniobras con g positivas limitadas (máximos factores de carga; + 6,0 g (+3,5 g) flaps arriba (abajo); -3,0 g). Cuenta con una gran ventana en el techo, arneses de cuatro puntos de anclaje, protecciones desmontables en los asientos para poder llevar un paracaídas y puertas de apertura rápida.
- 1971: El tren de aterrizaje sobre ballestas de metal es sustituido por otro más ancho soportado por barras, consiguiendo un aterrizaje más estable. La luz de aterrizaje fue desplazada del ala a la góndola del motor, pues las vibraciones acortaban el tiempo de vida de las bombillas. En el Cessna 152 de 1984 fue recolocada en el ala.
- 1978: Es presentado el Cessna 152 con motores Lycoming O-235 de 82 kW (110 hp). El propulsor Continental de 75 kW (100 hp) presentaba problemas de depósitos de plomo cuando se empleaba el nuevo combustible 100LL. Sin embargo, el Lycoming presentaba los mismos problemas y de forma más grave, algo que no se solucionó hasta 1983 cuando se montó un motor Lycoming ligeramente menos potente.

### Características de vuelo

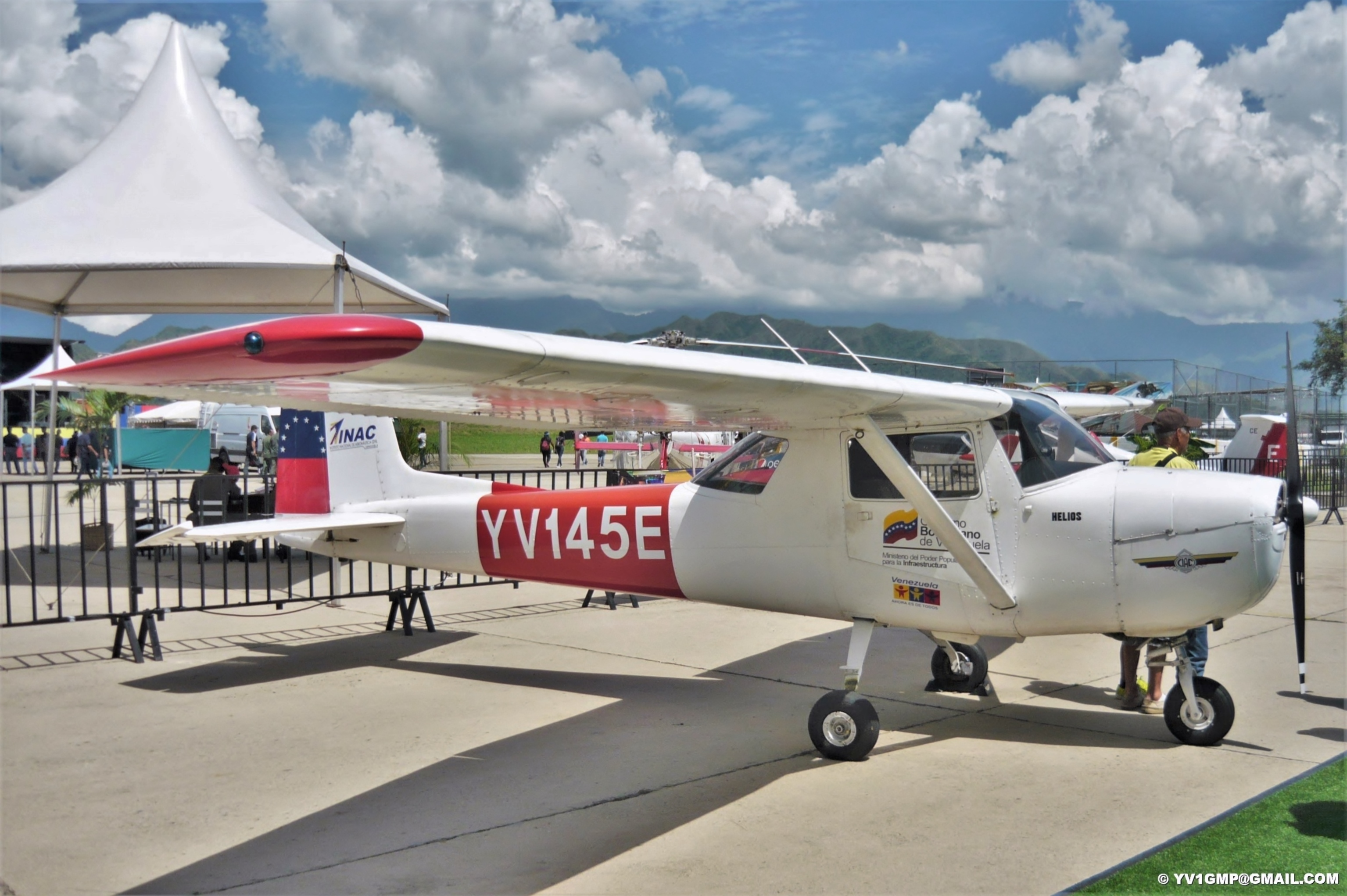
Cessna 150D perteneciente al INAC, aeronave de instrucción primaria para la formación de pilotos de la Aviación Civil y Militar en Venezuela.

El Cessna 150 es simple, robusto y relativamente fiable. Por estas razones se convirtió en uno de los aviones de entrenamiento básico más populares del mundo. Su reputación acerca de su estabilidad y facilidad de manejo le ha acarreado ocasionalmente ciertas críticas: se creía que los pilotos entrenados en el Cessna 150 no estaban bien preparados para manejar otras aeronaves en peores condiciones.
La visibilidad en cabina es generalmente buena, excepto en la parte superior donde la vista es bloqueada por las alas. Esta obstrucción es particularmente preocupante puesto que, al igual que ocurre en la mayoría de aviones de ala alta, la visibilidad de la zona hacia la cual se vira es escasa por culpa del ala de dicho lado (como remedio parcial en algunos 150, incluyendo todos los Aerobat, se incluyeron un par de ventanas superiores). Debido a su ligereza y gran área de las alas, el aparato es bastante sensible a las turbulencias y el timón no es tan efectivo como en otras aeronaves.
Algunos pilotos se quejan de que los Cessna 150 con flaps de 40 grados de despliegue máximo ascienden peor con estos completamente abajo. Sin embargo, la FAA certificó estos aviones como capaces de ascender con los flaps desplegados en peso máximo al despegue.

### Modificaciones disponibles
Hay muchas modificaciones disponibles para el Cessna 150. Algunas incluyen:
- Variados sistemas de radio y de ayuda a la navegación.
- Generadores de vórtices que reducen la velocidad de entrada en pérdida del avión.
- Varios tipos de alas, algunos de los cuales suponen un incremento de la velocidad de crucero y reducciones de la velocidad de entrada en pérdida.
- Modificaciones del motor que permiten al Cessna 150 utilizar combustible para automóviles en lugar del destinado a la aviación, más caro.
- Mayores motores, de hasta 134 kW de potencia.
- Tren de aterrizaje con rueda auxiliar trasera.
- Depósitos auxiliares de combustible para aumentar el alcance.

### Costes
En los Estados Unidos, el precio de los Cessna 150 aptos para el vuelo oscila entre los 15 000 y los 30 000 dólares, según las horas de funcionamiento, los equipos instalados, el modelo, etc.
El motor necesita ser sometido a labores de revisión y mantenimiento cada 1800 horas de trabajo, algo que puede costar entre 10 000 y 15 000 dólares. De este modo, uno puede asumir que el mantenimiento cuesta unos 9 dólares por hora.
Sin embargo, a precios de 2006, un Cessna 150 estadounidense puede resultar relativamente asequible:
Costes fijos

Inspección anual:          $400

Mantenimiento anual:         $500

Responsabilidad civil: $500

Alquiler de hangar:              $1300-$3000 (varía ampliamente según el aeropuerto)

Coste total anual:          $2700-$4400

Costes variables por hora

Combustible:                      $23

Mantenimiento del motor:            $9

Costes variables totales por hora:        $32

## Operadores militares
Burundi

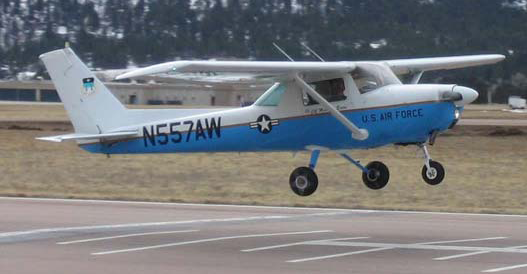
T-51A de la Fuerza Aérea estadounidense.

- Fuerza Aérea de Burundi: 3 FRA150L.[2]

 República Democrática del Congo
- Fuerza Aérea de la República Democrática del Congo: 15 FRA150M.[3]

 Costa de Marfil
- Fuerza Aérea de Costa de Marfil: 3 F150L.[4]

 Ecuador
- Fuerza Aérea Ecuatoriana: 24 A150.[5]

 Estados Unidos
- Fuerza Aérea de los Estados Unidos: El Equipo de Vuelo de la Academia de la Fuerza Aérea de los Estados Unidos utiliza tres Cessna 150, designados T-51A (un Model 150L, dos Model 150M), para entrenamiento y competición.[6] Para un mejor rendimiento en el aire, estos aviones han sido mejorados con un motor Lycoming O-320-E2D de 112 kW (150 hp). Estos aviones son operados por el 557th Flying Training Squadron.

 Haití
- Fuerza Aérea Haitiana

 Liberia
- Fuerzas Armadas de Liberia: 1 150K.[7]

 México
- Aviación Naval Mexicana: 2 150J.[8]

 Paraguay
- Paraguayan Naval Aviation: 2 150M.[9]

 Somalia
- Fuerza Aérea Somalí: 2 FRA150L.[10]

 Sri Lanka
- Fuerza Aérea de Sri Lanka: 10 150.[11]

## Curiosidades
El 12 de septiembre de 1994, Frank Eugene Corder estrelló intencionadamente un Cessna 150L en el jardín sur de la Casa Blanca, contra el muro sur de la Mansión Ejecutiva, causando daños mínimos. Corder murió, no resultando nadie más herido. El Presidente Bill Clinton y su familia no se encontraban en esa residencia en aquel momento, por lo que nunca estuvieron en peligro.

## Especificaciones (Cessna 150M de 1977)

### Características generales
- Tripulación: Uno (piloto)
- Capacidad: Un pasajero
- Longitud: 7,5 m (24,7 ft)
- Envergadura: 10,2 m (33,3 ft)
- Altura: 2,6 m (8,5 ft)
- Superficie alar: 15 m² (161,5 ft²)
- Peso vacío: 504 kg (1110,8 lb)
- Peso máximo al despegue: 730 kg (1608,9 lb)
- Planta motriz: 1× motor bóxer de cuatro cilindros refrigerado por aire Continental O-200A.
  - Potencia: 75 kW (100 HP; 101 CV)
- Hélices: 1× bipala de paso fijo por motor.

### Rendimiento
- Velocidad nunca excedida (Vne): 259 km/h (161 MPH; 140 kt)
- Velocidad máxima operativa (Vno): 202 km/h (126 MPH; 109 kt)
- Velocidad crucero (Vc): 152 km/h (94 MPH; 82 kt)
- Velocidad de entrada en pérdida (Vs): 78 km/h (48 MPH; 42 kt)
- Alcance: 589 km (318 nmi; 366 mi)
- Techo de vuelo: 4300 m (14 108 ft)
- Régimen de ascenso: 3,4 m/s (669 ft/min)

### Desarrollos relacionados
- Cessna 140
- Cessna 152
- Cessna 172

### Aeronaves similares
- Alpha 2000 (Robin R2000)
- Beechcraft Skipper
- Diamond DA20
- Grumman American AA-1
- Liberty XL2
- Piper Tomahawk
- / Symphony SA-160

### Secuencias de designación
- Secuencia Numérica (interna de Cessna): 120 - 140 - 150 - 152 - 160 - 162 →
- Secuencia T-_ (Entrenadores estadounidenses, 1948-presente): ← T-48 (II) - CT-49 - T-50 - T-51 - T-52 - T-53

### Listas relacionadas
- Anexo:Aeronaves de la Fuerza Aérea de los Estados Unidos (históricas y actuales)